# フォード・イクシオン
イクシオン（Ixion ）は、フォードがマツダからOEM供給を受けて販売していたミニバンである。

## 概要
マツダ・プレマシー/Mazda5のフォードブランド版として1999年5月に登場。台湾市場向けのフォード モデルは 1998年から福特六和汽車によって管理されていたため、ベースとなったプレマシーから価格が下げられ、様々な装備が加えられている。。台湾市場向けのイクシオン MAVは、フォードのデザイン アイデンティティを備えた専用設計のフロントとリアを特徴とし、プレマシーより先行して発売された。パナソニック AV800 オーディオ システム、衛星ナビゲーション システムやオプションのリバース カメラなどの機能はフォードのみ提供された。しかし、台湾市場におけるイクシオンの販売は2ヶ月目からプレマシーの後塵を拝し、2005年の販売終了まで販売は平凡であった。
台湾のイクシオン MAV は、135 hp/6,200 rpm、16.5 kg·m/4,500 rpm を発生する 1.8 L DOHC 16バルブ エンジンを搭載し、フォード・ティエラと共通の4速オートマチックトランスミッションが組み合わされた。MAVという名前は、Multiple activity vehicle を意味し、台湾モデル専用である。イクシオン MAV は 2種のグレードが販売され、価格は NTD 659,000 元と NTD 699,000 元であった。

## 歴史
- 1999年5月 - プレマシーのフォード版として登場。
- 2001年2月 - 特別仕様車「スポーツアウトフィット」登場。
- 2001年12月 - マイナーチェンジ。モールがボディ同色になった他、2列シート仕様が廃止された。
- 2003年12月 - 日本製フォード車の撤退に伴い、販売終了。なお、台湾のみプレマシーベースのフォード車が「i-MAX」として販売されていた。